# Santa Rosa de Lima (Sergipe)
Pour les articles homonymes, voir Santa Rosa de Lima.
Santa Rosa de Lima est une ville brésilienne du centre de l'État du Sergipe.

## Généralités
La municipalité vit surtout de l'élevage bovin et de la culture de la canne à sucre, mais compte également un élevage d'autruche. On y pratique les batailles de coq.
Santa Rosa abrite deux très belles églises.

## Géographie
Santa Rosa de Lima se situe par une latitude de 10° 35′ 36″ sud et par une longitude de 36° 56′ 25″ ouest, à une altitude de 79 mètres.
Sa population était de 3 846 habitants au recensement de 2007. La municipalité s'étend sur 68 km2.
Elle fait partie de la microrégion de Cotinguiba, dans la mésorégion Est du Sergipe.